# 杨森 (1963年)
杨森（1963年7月—），男，汉族，安徽亳州人，中华人民共和国政治人物，中国共产党党员，安徽师范大学地理系毕业。

## 生平
1983年7月参加工作，历任蚌埠教育学院（现蚌埠学院）教师，蚌埠市委党校副区级教员、助教、讲师，蚌埠市金银制品厂党支部书记。1996年8月起，先后任蚌埠市二轻总会副会长、党委委员，蚌埠市集体工业联合社副主任。2002年2月，任蚌埠市西市区（现禹会区）委副书记、代区长。2002年12月起，历任西市区委副书记、区长，蚌埠市禹会区委副书记、区长，禹会区委书记、区人大常委会主任。2008年3月，任蚌埠市人民政府党组成员、秘书长。2010年8月，任蚌埠市委秘书长。2018年1月，任蚌埠市政协主席。